# Dasiphora fruticosa
Dasiphora fruticosa (tên đồng nghĩa: Potentilla fruticosa L., Pentaphylloides fruticosa (L.) O.Schwarz)) là một loài thực vật có hoa thuộc chi Dasiphora (trước đây là Potentilla), họ Hoa hồng. Loài này có nguồn gốc từ vùng ôn đới mát mẻ của Bắc bán cầu và cận Bắc cực, thường phát triển ở những vùng núi cao.
Tên thông dụng của loài này là ỷ lăng bụi, ỷ lăng 5 cánh, ỷ lăng vàng, widdy (tiếng Anh).

## Mô tả

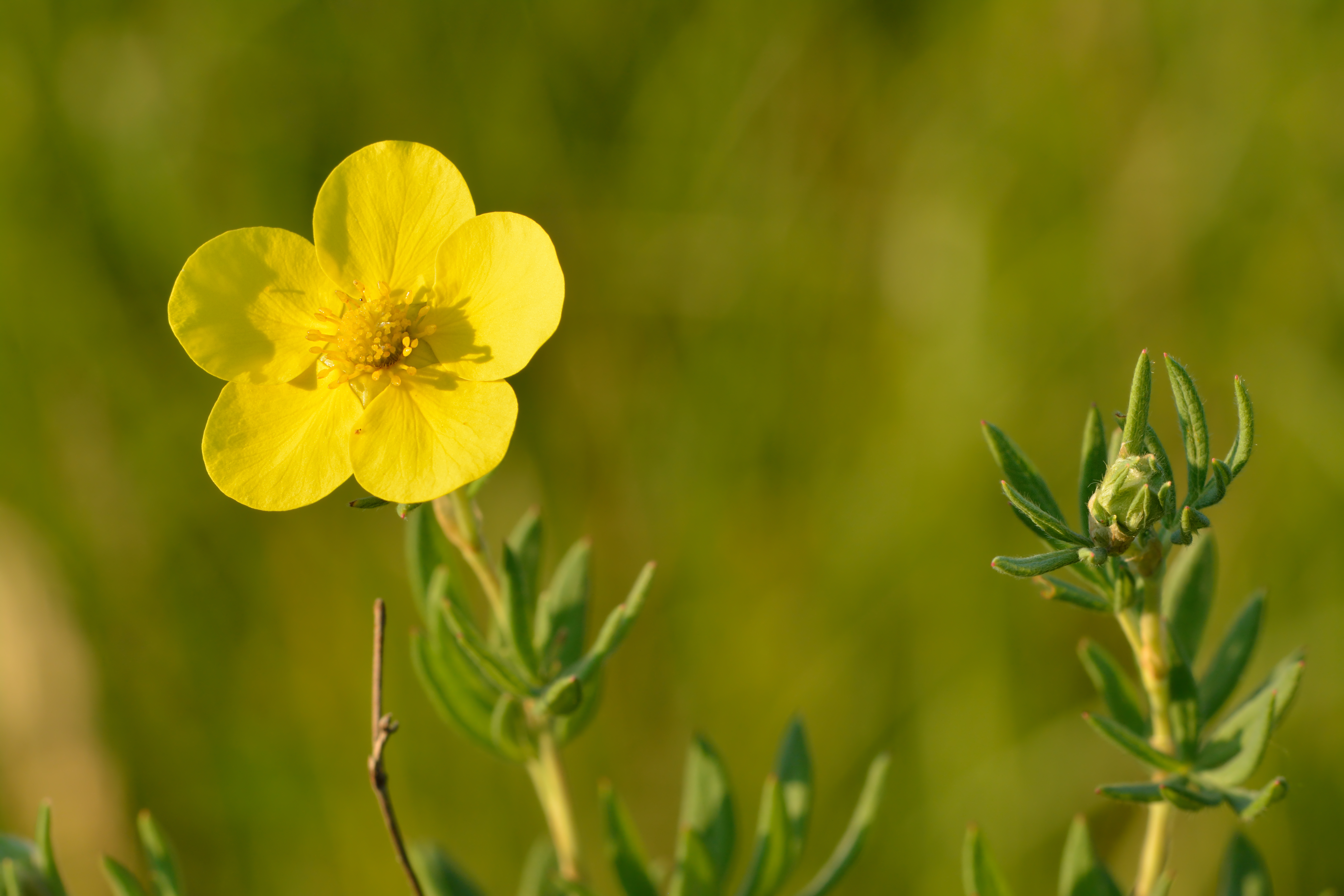
Dasiphora fruticosa subsp. fruticosa

D. fruticosa cao khoảng 1 m, hiếm khi lên đến 1,5 m. Thân cây thẳng đứng, với nhiều nhánh dài; vỏ của thân cây già thường dễ tróc thành những miếng mỏng và dài. Cây có nhiều lá, được chia thành năm hoặc bảy (đôi khi ba hoặc chín) lá chét có hình chữ nhật, dài khoảng 3 – 20 mm, mép lá nhọn. Cả lá và thân non đều có lông tơ mượt và bạc bao phủ, dài khoảng 1 mm. Hoa lưỡng tính, nở trên ngọn thân, đường kính khoảng 2 – 3 cm, có năm cánh và 15 - 25 nhị hoa, cánh hoa có màu vàng nhạt (màu cam hoặc đỏ ở một số quần thể bên phương Tây); hoa nở vào đầu đến cuối mùa hè. Quả là một cụm quả bế phủ đầy lông dài. D. fruticosa thường mọc ở những nơi ẩm ướt trong đầm lầy hay các khu vực đầy đá.

## Phân loài[1]
- Dasiphora fruticosa subsp. fruticosa[5]

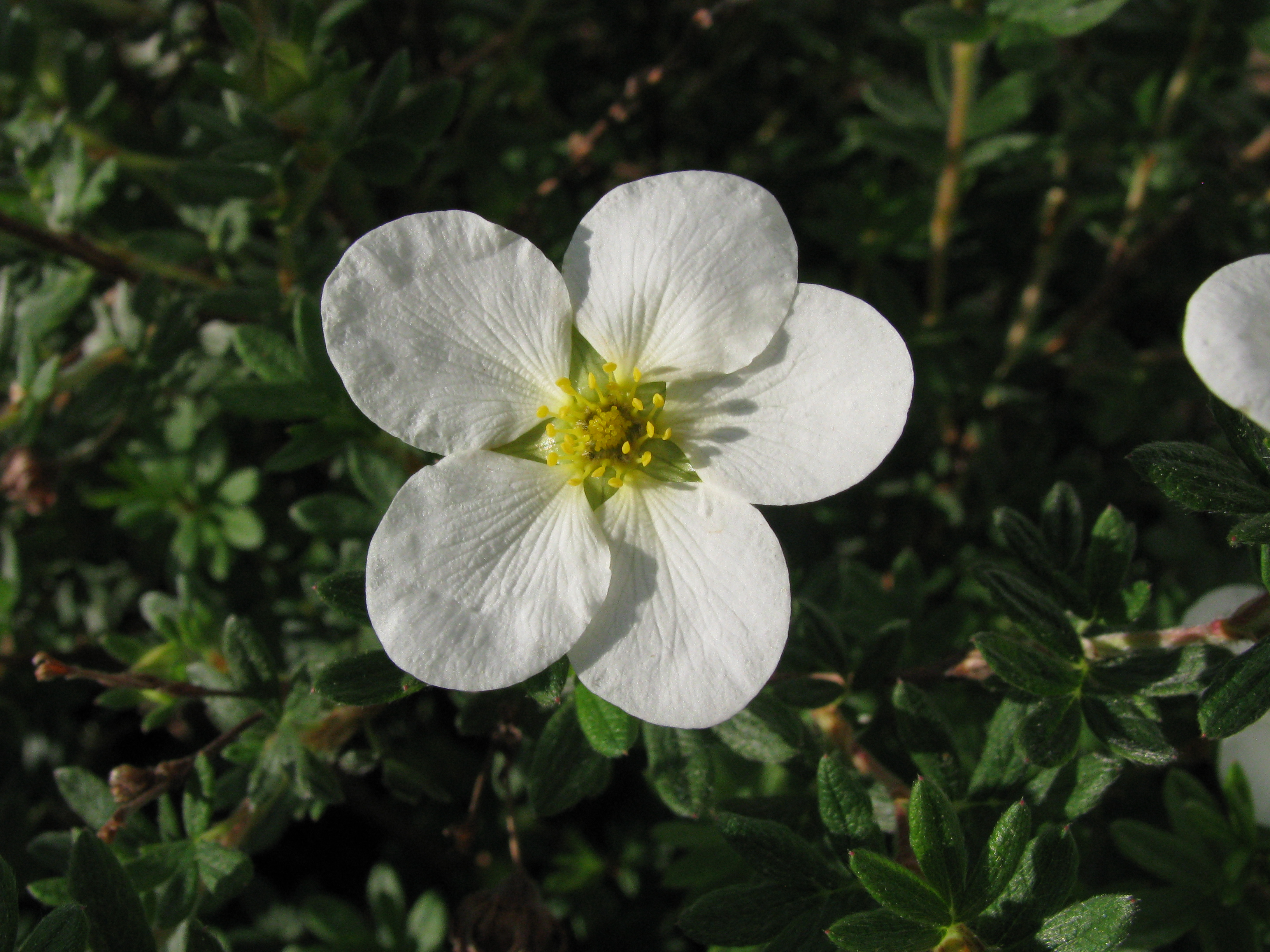
Giống Mckay's White của Dasiphora fruticosa

- Dasiphora fruticosa subsp. floribunda (Pursh) Kartesz[6][7]

## Sử dụng
D. fruticosa là loài cây cảnh nổi tiếng ở vùng ôn đới. Hoa nhiều màu, từ trắng đến vàng, cam và hồng, phần lớn ra hoa vào mùa hè.